# Miodowe lata
Miodowe lata – polski serial komediowy emitowany przez telewizję Polsat od 13 października 1998 roku do 25 grudnia 2004 roku, oparty na amerykańskim oryginale zatytułowanym The Honeymooners i Jackie Gleason Show.
Odcinki serialu nagrywane były w Teatrze Żydowskim w Warszawie, na obrotowej scenie, dzięki której możliwa była szybka zmiana scenografii pomiędzy scenami. W skład serialu weszły adaptacje oryginalnych, amerykańskich scenariuszy, jak też odcinki autorskie.
Serial doczekał się 17–odcinkowej kontynuacji serialu pod tytułem Całkiem nowe lata miodowe, która została wyemitowana jesienią 2004 roku, w nieco zmienionej konwencji.

## Fabuła

### Miodowe lata
Serial przedstawia perypetie dwóch zaprzyjaźnionych małżeństw, mieszkających w kamienicy mieszczącej się przy ulicy Wolskiej 33 na Woli w Warszawie.
Motorniczy tramwaju nr 18 Karol Krawczyk (Cezary Żak) i pracujący w miejskiej kanalizacji Tadeusz Norek (Artur Barciś) są zaprzyjaźnionymi żonatymi mężczyznami po trzydziestce. Mimo kłopotów są wielkimi optymistami, nie ustają w poszukiwaniu sposobów na zarobienie fortuny, co prowadzi do różnych perypetii. Obaj są infantylni, lekko nierozgarnięci i niezamożni, a mimo wielu konfliktów nie potrafią bez siebie żyć. Ich żony – Alina Krawczyk (Agnieszka Pilaszewska, Katarzyna Żak) i Danuta Norek (Dorota Chotecka) – twardo stąpają po ziemi, ale nie są w stanie powstrzymać mężów przed realizacją ich kolejnych, nie zawsze rozsądnych pomysłów.

### Całkiem nowe lata miodowe
Krawczykowie i Norkowie sprzedali swoje mieszkania na Woli i przeprowadzili się do domów bliźniaczych w Radości w dzielnicy Wawer. Panowie myślą o zmianie pracy, a panie oczekują potomków. Obaj mężczyźni nadal mają głowy pełne pomysłów na ulepszenie swego życia, jednak nie zawsze kończy się to pomyślnie. Muszą też troskliwie opiekować się ciężarnymi żonami, które niebawem mają urodzić dzieci, a wcześniej założyły firmę szwacką „Bejbuś”. Krawczykom rodzi się córka, a Norkom – syn.

## Spis serii
| Seria                                           | Okres emisji                                    | Odcinki                                         | Premiera serii       | Finał serii       | Pora emisji                      |
| ----------------------------------------------- | ----------------------------------------------- | ----------------------------------------------- | -------------------- | ----------------- | -------------------------------- |
| Reportaż: Na planie nowego serialu MIODOWE LATA | Reportaż: Na planie nowego serialu MIODOWE LATA | Reportaż: Na planie nowego serialu MIODOWE LATA | 20 września 1998     | 20 września 1998  | 20 września 1998                 |
| 1                                               | jesień–zima 1998                                | 1–13 (13)                                       | 13 października 1998 | 29 grudnia 1998   | wtorek 20:30                     |
| 1                                               | jesień–zima 1998                                | 1–13 (13)                                       | 5 stycznia 1999      | 5 stycznia 1999   | wtorek 20:00                     |
| 2                                               | wiosna–lato 1999                                | 14–26 (13)                                      | 6 kwietnia 1999      | 29 czerwca 1999   | wtorek 20:00                     |
| 3                                               | jesień 1999                                     | 27–40 (14)                                      | 7 września 1999      | 30 listopada 1999 | wtorek 20:00                     |
| 3                                               | jesień 1999                                     | 27–40 (14)                                      | 25 grudnia 1999      | 25 grudnia 1999   | sobota 20:00                     |
| Reportaż: Jak się robi MIODOWE LATA             | Reportaż: Jak się robi MIODOWE LATA             | Reportaż: Jak się robi MIODOWE LATA             | 25 grudnia 1999      | 25 grudnia 1999   | sobota 15:45                     |
| 4                                               | zima 2000                                       | Pilot odcinka 4. serii                          | 4 lutego 2000        | 4 lutego 2000     | piątek 22:15                     |
| 4                                               | wiosna 2000                                     | 41–53 (13)                                      | 24 marca 2000        | 23 czerwca 2000   | piątek 20:30                     |
| 5                                               | jesień 2000                                     | 54–66 (13)                                      | 8 września 2000      | 22 września 2000  | piątek 20:30                     |
| 5                                               | jesień 2000                                     | 54–66 (13)                                      | 29 września 2000     | 1 grudnia 2000    | piątek 20:00                     |
| 6                                               | jesień 2001                                     | 67–79 (13)                                      | 1 września 2001      | 24 listopada 2001 | sobota 20:00                     |
| 7                                               | wiosna 2002                                     | 80–96 (17)                                      | 10 marca 2002        | 24 marca 2002     | niedziela 20:00                  |
| 7                                               | jesień 2002                                     | 80–96 (17)                                      | 6 września 2002      | 13 grudnia 2002   | piątek 20:40                     |
| 8                                               | wiosna 2003                                     | 97–110 (14)                                     | 1 marca 2003         | 29 marca 2003     | sobota 20:35                     |
| 8                                               | wiosna 2003                                     | 97–110 (14)                                     | 5 kwietnia 2003      | 7 czerwca 2003    | sobota 20:45                     |
| 9                                               | jesień 2003                                     | 111–126 (16)                                    | 6 września 2003      | 6 września 2003   | sobota 21:00                     |
| 9                                               | jesień 2003                                     | 111–126 (16)                                    | 13 września 2003     | 13 września 2003  | sobota 21:35                     |
| 9                                               | jesień 2003                                     | 111–126 (16)                                    | 20 września 2003     | 20 grudnia 2003   | sobota 21:50                     |
| Odcinki specjalne                               | 2000–2003                                       | Odcinki specjalne – 1–5 (5)                     | 23 kwietnia 2000     | 19 kwietnia 2003  | każde świąteczne dni 20:00/20:15 |
| Całkiem nowe lata miodowe                       | jesień 2004                                     | 1–17 (17)                                       | 4 września 2004      | 25 grudnia 2004   | sobota 20:00                     |

## Obsada

### Role główne
| Rola                            | Aktor                  | Lata aktywności      |
| ------------------------------- | ---------------------- | -------------------- |
| Karol Krawczyk                  | Cezary Żak             | 1998–2004            |
| Tadeusz Norek                   | Artur Barciś           | 1998–2004            |
| Alina Krawczyk                  | Agnieszka Pilaszewska  | 1998–2001            |
| Alina Krawczyk                  | Katarzyna Żak          | 2002–2004            |
| Danuta Norek                    | Dorota Chotecka        | 1998–2004            |
| Zofia Rudnik, matka Aliny       | Marta Lipińska         | 1998–2004            |
| Jan Marszałek                   | Marek Barbasiewicz     | 1998–2004            |
| kierownik Barczak               | Marek Bielecki         | 1998–2003            |
| Poldek Misiak                   | Marcin Sosnowski       | 1998–2001, 2003      |
| Janek                           | Jacek Braciak          | 1998–2003            |
| Doktor Zawisza                  | Jarosław Gajewski      | 1998–2004            |
| Pamela Marszałek                | Agnieszka Różańska     | 1999–2004            |
| Helena Grzelakowa               | Krystyna Kołodziejczyk | 1998–2000, 2003      |
| supersierżant Zdobysław Kawałek | Leon Niemczyk          | 1999–2001, 2003      |
| Roman Kurski                    | Waldemar Obłoza        | 1999–2003            |
| Mariola „Ruda” Majdan           | Sybilla Rostek         | 1999–2003            |
| Bolesław Jarosz                 | Aleksander Trąbczyński | 1998–1999, 2002–2003 |
| Agnieszka Malinowska            | Sylwia Juszczak        | 2004                 |
| Rafał Zagórski                  | Radosław Pazura        | 2004                 |

### Role gościnne
| Aktor                       | Rola                                         | Lata aktywności  |
| --------------------------- | -------------------------------------------- | ---------------- |
| Andrzej Szopa               | redaktor Gorczyca                            | 1998             |
| Tomasz Sapryk               | asystent redaktora Gorczycy                  | 1998             |
| Magdalena Gnatowska         | sekretarka redaktora Gorczycy                | 1998             |
| Witold Bieliński            | posłaniec                                    | 1998             |
| Witold Bieliński            | menel                                        | 2000             |
| Witold Bieliński            | murarz Henio                                 | 2002             |
| Witold Bieliński            | żebrak Rycho                                 | 2004             |
| Lech Dyblik                 | komisarz                                     | 1998             |
| Izabela Liżewska            | sekretarka                                   | 1998             |
| Wojciech Skibiński          | woźny Stasio                                 | 1998             |
| Janusz Zakrzeński           | prezes Marczak                               | 1998             |
| Stanisław Biczysko          | Tomasz Jeżycki                               | 1998             |
| Magdalena Kacprzak          | przechodzień                                 | 1998             |
| Magdalena Kacprzak          | fryzjerka                                    | 1999             |
| Magdalena Maciejewska       | przechodzień                                 | 1998             |
| Maciej Strzembosz           | przechodzień                                 | 1998             |
| Maciej Strzembosz           | agent UOP                                    | 2000             |
| Maciej Strzembosz           | scenarzysta                                  | 2003             |
| Maciej Strzembosz           | ochroniarz                                   | 2004             |
| Cezary Morawski             | redaktor TV                                  | 1998             |
| Aleksandra Górska           | urzędniczka PIT-a                            | 1998             |
| Janusz Onufrowicz           | doręczyciel                                  | 1998, 2000       |
| Janusz Onufrowicz           | prezenter (głos)                             | 1999             |
| Janusz Onufrowicz           | spiker (głos)                                | 1999             |
| Janusz Onufrowicz           | techniczny                                   | 2000             |
| Janusz Onufrowicz           | posłaniec                                    | 2001             |
| Janusz Onufrowicz           | policjant                                    | 2003             |
| Janusz Onufrowicz           | listonosz                                    | 2000, 2004       |
| Stanisława Celińska         | służąca Jadwiga                              | 1998             |
| Andrzej Chyra               | Wilkoń                                       | 1998             |
| Wojciech Stefaniak          | Janek Zioło                                  | 1998             |
| Aleksandra Justa            | Agata, siostra Aliny (#1)                    | 1998             |
| Piotr Nowak                 | kolega z pracy                               | 1998             |
| Piotr Nowak                 | tancerz                                      | 1999             |
| Tadeusz Wieczorek           | adwokat Mleczko                              | 1998             |
| Katarzyna Łaniewska         | Kwiatkowska                                  | 1998             |
| Stanisław Brudny            | Drzewiasty                                   | 1998             |
| Arkadiusz Nader             | Robert Wallas                                | 1998             |
| Arkadiusz Nader             | Henryk „Sprężyna”                            | 2003             |
| Paweł Nowisz                | wujek Leon                                   | 1998             |
| Piotr Polk                  | Dominik                                      | 1999             |
| Teodor Gendera              | pracownik schroniska                         | 1999             |
| Małgorzata Jóźwiak          | Grzesińska                                   | 1999             |
| Marek Frąckowiak            | gangster                                     | 1999             |
| Marek Frąckowiak            | Czaruś                                       | 2001             |
| Marian Glinka               | gangster                                     | 1999             |
| Marek Bargiełowski          | szef                                         | 1999             |
| Rafał Królikowski           | prezes                                       | 1999             |
| Piotr Rzymyszkiewicz        | policjant                                    | 1999             |
| Arkadiusz Janiczek          | policjant                                    | 1999, 2003       |
| Arkadiusz Janiczek          | tajny agent                                  | 2003             |
| Grzegorz Wons               | Gwidon, prowadzący teleturniej               | 1999             |
| Sonia Bohosiewicz           | Mariola, asystentka prowadzącego teleturniej | 1999             |
| Jarosław Gruda              | Wacław Pióro, uczestnik teleturnieju         | 1999             |
| Tomasz Kozłowicz            | Tomasz Markowski                             | 1999             |
| Zygmunt Sierakowski         | konduktor                                    | 1999             |
| Wacław Pokrywka             | uczestnik balu                               | 1999             |
| Ludwika Górecka             | uczestnik balu                               | 1999             |
| Joanna Lohn-Zając           | uczestnik balu                               | 1999             |
| Magdalena Sowińska          | uczestnik balu                               | 1999             |
| Teresa Szymańska            | uczestnik balu                               | 1999             |
| Krystyna Zielińska          | uczestnik balu                               | 1999             |
| Sybilla Rostek              | tancerka                                     | 1999             |
| Michał Zieliński            | dr Markowski                                 | 1999             |
| Elżbieta Jarosik            | pielęgniarka                                 | 1999             |
| Elżbieta Jarosik            | położna                                      | 2004             |
| Andrzej Boguś               | pielęgniarz                                  | 1999             |
| Wojciech Pieńkowski         | pielęgniarz                                  | 1999             |
| Jan Kulczycki               | Wojciech Pilśniak                            | 1999             |
| Tomasz Borkowski            | kanalarz                                     | 1999             |
| Henryk Bajdo                | kanalarz                                     | 1999–2000        |
| Wiktor Korzeniowski         | kanalarz                                     | 1999–2000        |
| Krzysztof Szczerbiński      | kanalarz                                     | 1999–2003        |
| Mariusz Jarosz              | pacjent                                      | 1999             |
| Emilian Kamiński            | Malicki                                      | 1999             |
| Jan Piechociński            | Winowarski                                   | 1999             |
| Tadeusz Sikora              | sierżant                                     | 1999             |
| Ryszard Sławiński           | sierżant                                     | 1999             |
| Rafał Sisicki               | aktor (głos)                                 | 1999             |
| Rafał Sisicki               | Chlebiak                                     | 1999             |
| Iwona Rulewicz              | aktorka (głos)                               | 1999             |
| Iwona Rulewicz              | sekretarka Basia                             | 2001             |
| Jan Janga-Tomaszewski       | Kosmiczny Kapitan (głos)                     | 1999             |
| Jan Janga-Tomaszewski       | prawnik Edward Zalewski                      | 2001             |
| Jacek Jezierzański          | kelner                                       | 1999             |
| Krzysztof Stelmaszyk        | Jan Spyra                                    | 1999             |
| Katarzyna Żak               | Anna Spyra                                   | 1999             |
| Omar Sangare                | Hakeem Jordan                                | 1999             |
| Wojciech Billip             | Jacek Walczak                                | 1999             |
| Aldona Orman                | Anna Walczak                                 | 1999             |
| Franciszek Barciś           | Jacek Walczak junior                         | 1999             |
| Dorota Zięciowska           | Mańkowska                                    | 1999             |
| Adam Biedrzycki             | Wagner                                       | 1999             |
| Adam Biedrzycki             | pan Nowacki                                  | 2001             |
| Adam Biedrzycki             | bankowiec                                    | 2004             |
| Katarzyna Łukaszyńska       | fryzjerka                                    | 1999–2000        |
| Bogdan Misiewicz            | monter                                       | 1999             |
| Jerzy Rogalski              | mężczyzna                                    | 1999             |
| Maciej Lipiński             | kasjer                                       | 1999             |
| Maciej Lipiński             | dźwiękowiec                                  | 1999             |
| Maciej Lipiński             | przechodzień                                 | 2000             |
| Maciej Lipiński             | kolega Kurskiego                             | 2002             |
| Maciej Lipiński             | pielęgniarz                                  | 2003             |
| Beata Kordus                | gracz na wyścigach                           | 1999             |
| Tadeusz Wojtych             | mężczyzna                                    | 1999             |
| Jerzy Molga                 | mężczyzna                                    | 1999             |
| Ryszard Jabłoński           | Leon                                         | 1999             |
| Zygmunt Andrzejewski        | sierżant Majewski                            | 1999             |
| Robert Dobak                | sierżant Zawadzki                            | 1999             |
| Robert Dobak                | pacjent                                      | 2000             |
| Violetta Arlak              | Balbina Kawałek                              | 1999             |
| Andrzej Grąziewicz          | dr Zajdel                                    | 1999             |
| Dorota Lanton               | script girl                                  | 1999             |
| Marek Węglarski             | kelner                                       | 1999             |
| Marek Węglarski             | steward                                      | 2000             |
| Henryk Rajfer               | kelner                                       | 1999             |
| Marcin Klepacki             | mężczyzna niosący wagę                       | 1999             |
| Kamil Mosur                 | mężczyzna niosący wagę                       | 1999             |
| Bogdan Śmigielski           | sierżant Wiśniewski                          | 1999             |
| Waldemar Walisiak           | sierżant Trzmielewski                        | 1999             |
| Stanisław Melski            | sierżant Kęcik                               | 1999             |
| Rafał Sabara                | sierżant Zaradek                             | 1999             |
| Jacek Rozenek               | Jacek                                        | 1999             |
| Przemysław Kaczyński        | Adrian                                       | 1999             |
| Przemysław Kaczyński        | Czarek „Slayer” Jankowski                    | 2003             |
| Paulina Kinaszewska         | Karolina Mańkowska                           | 1999             |
| Ryszard Kluge               | sprzedawca                                   | 1999             |
| Anita Jancia                | rolkarz                                      | 1999             |
| Anita Jancia                | Ludka                                        | 2001             |
| Zofia Saretok               | Zofia Krawczyk, matka Karola                 | 1998–1999        |
| Wojciech Kalarus            | młody sąsiad                                 | 1999             |
| Wojciech Kalarus            | Błażejczyk, jeden z pokerzystów              | 2003             |
| Norbert Rakowski            | dr Walczak                                   | 2000             |
| Barbara Kałużna             | Dorota, asystentka stomatologa               | 2000             |
| Barbara Kałużna             | redaktor Kinga Wróblewska                    | 2003             |
| Barbara Kałużna             | redaktor Marzena Paciuszko                   | 2003             |
| Sebastian Konrad            | prezenter                                    | 2000             |
| Sławomir Pacek              | reporter Marek                               | 2000             |
| Aleksandra Popławska        | asystentka Katarzyna                         | 2000             |
| Ewa Andruszkiewicz          | członkini grupy muzycznej                    | 2000             |
| Marta A. Zygadło            | członkini grupy muzycznej                    | 2000             |
| Małgorzata Oracz            | członkini grupy muzycznej                    | 2000             |
| Agnieszka Kotowicz          | członkini grupy muzycznej                    | 2000             |
| Karina Kunkiewicz           | pielęgniarka                                 | 2000             |
| Jerzy Łapiński              | Józef                                        | 2000             |
| Krystyna Feldman            | Obrochtowa                                   | 1999–2000        |
| Ewa Telega                  | grafolog                                     | 2000             |
| Michał Konarski             | asystent grafologa                           | 2000             |
| Mirosław Oczkoś             | Rysio                                        | 2000             |
| Witold Wieliński            | gangster Kabanos                             | 2000             |
| Marek Lewandowski           | gangster Kaszana                             | 2000             |
| Grzegorz Nowakowski         | Tomek Grzelak                                | 2000             |
| Joanna Szurmiej             | sekretarka                                   | 2000             |
| Radosław Pazura             | sprzedawca Jurek                             | 2000             |
| Stanisław Górka             | Małkowski                                    | 2000             |
| Sławomir Grzymkowski        | Arek                                         | 2000             |
| Mikołaj Klimek              | strażak                                      | 2000             |
| Mikołaj Klimek              | tajniak                                      | 2001             |
| Artur Berłowski             | strażak                                      | 2000             |
| Wojciech Alaborski          | Mietek Capała                                | 2000             |
| Sebastian Świąder           | Tomek                                        | 2000             |
| Jan Machulski               | Lasak                                        | 2000             |
| Halina Machulska            | Lasakowa                                     | 2000             |
| Andrzej Słabiak             | bandyta Rudy                                 | 2000             |
| Jan Jurewicz                | kryminalista Henio Piekarz                   | 2000             |
| Wojciech Hoflik             | spiker                                       | 2000             |
| Jarosław Boberek            | cwaniak                                      | 2000             |
| Andrzej Malec               | oszust                                       | 2000             |
| Władysław Grzywna           | Bąbel                                        | 2000             |
| Rafał Skrzecz               | bokser                                       | 2000             |
| Andrzej Piszczatowski       | Arkadiusz Ważny                              | 2000             |
| Natasza Sierocka            | Agata, siostra Aliny (#2)                    | 2000             |
| Mariusz Pilawski            | Stasio Tatoń                                 | 1998, 2000       |
| Andrzej Blumenfeld          | naczelny kasjer                              | 2000             |
| Marcin Jędrzejewski         | strażnik                                     | 2000             |
| Marcin Jędrzejewski         | klient                                       | 2001             |
| Stanisław Jaskułka          | hydraulik                                    | 2000             |
| Zbigniew Dziduch            | tajniak                                      | 2000             |
| Robert Czebotar             | Adam                                         | 2000             |
| Bartosz Obuchowicz          | chłopak                                      | 2000             |
| Lech Łotocki                | detektyw                                     | 2000             |
| Jacek Jarosz                | doktor Poruta                                | 2000             |
| Piotr Kozłowski             | dr Jary, psychiatra                          | 2000             |
| Dariusz Pick                | kontroler                                    | 2000             |
| Dariusz Pick                | Bolo                                         | 2003             |
| Renata Berger               | pracownica kuratorium                        | 2000             |
| Tomasz Budyta               | pracownik kuratorium                         | 2000             |
| Katarzyna Romańczuk         | przedstawicielka fundacji                    | 2000             |
| Andrzej Dąbrowski           | przedstawiciel fundacji                      | 2000             |
| Artur Sokołowski            | prowadzący program                           | 2000             |
| Paweł Szczęsny              | szwagier menela                              | 2000             |
| Paweł Szczęsny              | ksiądz                                       | 2004             |
| Piotr Mostafa               | Kostas                                       | 2000             |
| Joanna Jędrejek             | Iwona                                        | 2001             |
| Jacek Kawalec               | Bolek Marciniak                              | 2001             |
| Lucyna Malec                | Zosia Chylińska                              | 2001             |
| Michał Banach               | Michał                                       | 2001             |
| Maciej Szary                | Henio, kelner                                | 1999, 2001       |
| Grzegorz Emanuel            | klient                                       | 2001             |
| Marcin Lamprecht            | bolszewik                                    | 2001             |
| Adam Dzienis                | bolszewik                                    | 2001             |
| Piotr Kamiński              | skin                                         | 2001             |
| Paweł Kamiński              | skin                                         | 2001             |
| Marek Wilk                  | spiker                                       | 2001             |
| Wojciech Duryasz            | „Łysy”                                       | 2001             |
| Olga Sawicka                | urzędniczka                                  | 2001             |
| Anna Łopatowska             | sędzia                                       | 2001             |
| Kazimierz Augustyniak       | protokolant                                  | 2001             |
| Ewa Gawryluk                | Mariola                                      | 2001             |
| Dariusz Biskupski           | Björn Bergenstrup                            | 2001             |
| Michał Anioł                | Bolek                                        | 2001             |
| Paweł Tucholski             | Paweł, aktor grający egzorcystę              | 2001             |
| Ewa Złotowska               | wróżka                                       | 2001             |
| Roman Holc                  | policjant                                    | 2001             |
| Agnieszka Dulęba-Kasza      | Dzielska                                     | 2001             |
| Witold Dębicki              | inspektor Drwęca                             | 2001             |
| Paweł Wilczak               | agent Roman Masłowiec                        | 2001             |
| Krzysztof Dracz             | Grad, producent muzyczny                     | 2001             |
| Sylwester Maciejewski       | Zenek, mąż cioci Jadzi                       | 1999–2001        |
| Borys Jaźnicki              | aktor                                        | 2001             |
| Bartłomiej Świderski        | reżyser                                      | 2000–2001        |
| Jan Kozaczuk                | operator                                     | 1999, 2001       |
| Jacek Kadłubowski           | facet z ZOO                                  | 2001             |
| Zbigniew Suszyński          | agent                                        | 2001             |
| Zbigniew Suszyński          | komornik Rysio                               | 2004             |
| Janusz Rymkiewicz           | bramkarz                                     | 2001             |
| Anna Sroka                  | tancerka                                     | 2001             |
| Aleksandra Bożek            | tancerka                                     | 2001             |
| Andrzej Walden              | reżyser                                      | 2001             |
| Arkadiusz Detmer            | kelner                                       | 2001             |
| Józef Fryźlewicz            | barman                                       | 2001             |
| Jacek Lenartowicz           | sokista                                      | 2001             |
| Jacek Lenartowicz           | Klawisz, jeden z pokerzystów                 | 2003             |
| Leszek Zduń                 | malarz                                       | 2001             |
| Wojciech Asiński            | Michael Kowalski                             | 2001             |
| Sławomir Orzechowski        | administrator Argasiewicz                    | 1999–2001        |
| Janusz Leśniewski           | Nowak                                        | 2001             |
| Aleksander Mikołajczak      | policjant                                    | 2001             |
| Mariusz Czajka              | punk                                         | 2001             |
| Paweł Aigner-Piotrowski     | Mozak                                        | 2001             |
| Dariusz Odija               | Franz                                        | 2001             |
| Anna Samusionek             | Anita                                        | 2002             |
| Tomasz Dedek                | Krzysztof Borejsza                           | 2002             |
| Mirosław Zbrojewicz         | Maksymilian „Byku” Myrdal                    | 2002             |
| Piotr Cyrwus                | baca                                         | 2002             |
| Marek Bogucki               | posterunkowy Michalski                       | 2000, 2002       |
| Krystyna Tkacz              | ciocia Jadzia                                | 2000–2002        |
| Zofia Czerwińska            | ciotka Weronika                              | 2002             |
| Marcin Bosak                | agent Marek                                  | 2002             |
| Marcin Kołaczkowski         | agent Jacek                                  | 2002             |
| Krzysztof Ogłoza            | operator                                     | 2002             |
| Eliza Borowska              | Agatka                                       | 2002             |
| Kacper Czubak               | operator                                     | 2003             |
| Sławomir Głazek             | Jakub Nowacki                                | 2003             |
| Sławomir Głazek             | Jerzy                                        | 2004             |
| Joanna Wizmur               | Marzenka, koleżanka Karola z technikum       | 2002             |
| Anna Gornostaj              | Ela Majchrzak, koleżanka Karola z technikum  | 2002             |
| Maciej Wierzbicki           | dziennikarz                                  | 2002             |
| Waldemar Błaszczyk          | Bartek, kuzyn Karola                         | 2002             |
| Magdalena Wójcik            | dziennikarka Sandra                          | 2003             |
| Magdalena Wójcik            | reporterka                                   | 2004             |
| Tomasz Steciuk              | José                                         | 2003             |
| Tomasz Steciuk              | Aladius Klinge                               | 2004             |
| Borys Szyc                  | Maniek                                       | 2003             |
| Dorota Deląg                | Iwona Sokół                                  | 2003             |
| Piotr Pręgowski             | Wroński                                      | 2003             |
| Adam Krawczuk               | Majewski                                     | 2003             |
| Tomasz Kalczyński           | policjant                                    | 2003             |
| Małgorzata Socha            | Sabrina Kowalska                             | 2003             |
| Bożena Stachura             | pani Filipczak                               | 2003             |
| Teresa Lipowska             | pani Kuczek-Halska                           | 2000, 2003       |
| Magdalena Walach            | Samanta                                      | 2003             |
| Anita Sokołowska            | Hania Kalicka                                | 2003             |
| Maciej Marczewski           | Sławek Kalicki                               | 2003             |
| Sylwia Nowiczewska          | kobieta z szafy                              | 2003             |
| Marcin Sztabiński           | operator kamery                              | 2003             |
| Maciej Damięcki             | detektyw Krótkowski                          | 2003             |
| Marcin Piętowski            | Franek Gąsienica-Mędrol                      | 2003             |
| Marcin Piętowski            | barman                                       | 2004             |
| Joanna Liszowska            | Joanna                                       | 2003             |
| Andrzej Niemirski           | monter telewizji kablowej                    | 2003             |
| Doman Nowakowski            | scenarzysta                                  | 2003             |
| Wojciech Wysocki            | inspektor Kopek                              | 2000–2001, 2003  |
| Joanna Voss                 | dziennikarka                                 | 2003             |
| Wojciech Machnicki          | policjant (dzielnicowy, sierżant)            | 2000–2003        |
| Piotr Siwkiewicz            | Molke, jeden z pokerzystów                   | 2003             |
| Grzegorz Małecki            | murarz                                       | 2002             |
| Ryszard Sobolewski          | Zabielski                                    | 2003             |
| Jolanta Hartwig-Sosnowska   | milcząca pani                                | 2003             |
| Grzegorz Łoszewski          | pielęgniarz                                  | 2003             |
| Maja Hirsch                 | negocjatorka                                 | 2003             |
| Roman Milczarek             | ochroniarz                                   | 2004             |
| Roman Milczarek             | taksówkarz                                   | 2004             |
| Maciej Makowski             | notariusz Jerzy Małecki                      | 2004             |
| Jerzy Matula                | Janusz Marian Radzki                         | 2004             |
| Henryk Gołębiewski          | kierowca szambowozu                          | 2004             |
| Sławomir Wietrak            | mężczyzna                                    | 2004             |
| Joanna Domańska             | uczestniczka balu                            | 2004             |
| Piotr Skarga                | architekt Piotr                              | 2004             |
| Aleksander Machalica        | mecenas                                      | 2004             |
| Marcin Kwaśny               | Filip                                        | 2004             |
| Julian Mere                 | mężczyzna z gitarą                           | 2004             |
| Piotr Bąk                   | dzielnicowy                                  | 2004             |
| Grażyna Zielińska           | kandydatka na szwaczkę                       | 2004             |
| Ewelina Serafin             | kandydatka na szwaczkę                       | 2004             |
| Magdalena Mazur             | kandydatka na szwaczkę                       | 2004             |
| Iwona Rejzner               | kandydatka na szwaczkę                       | 2004             |
| Joanna Falkowska            | kandydatka na szwaczkę                       | 2004             |
| Joanna Falkowska            | modelka                                      | 2004             |
| Wojciech Pokora             | Edward Cieszkowski, ojciec Aliny             | 1999, 2001, 2004 |
| Aleksandra Rośnierska       | dziewczynka                                  | 2004             |
| Jan Jakubowski              | chłopiec                                     | 2004             |
| Aleksander Gawek            | reporter                                     | 2004             |
| Tomasz Kot                  | doktor Nowicki                               | 2004             |
| Joanna Ziułkowska-Neuburger | córka Krawczyków                             | 2004             |
| Emil Kardel                 | syn Norków                                   | 2004             |

### Osoby, które zagrały samego siebie
| Aktor             | Lata aktywności |
| ----------------- | --------------- |
| Grzegorz Skrzecz  | 2000            |
| Zbigniew Wodecki  | 2003            |
| Kuba Wojewódzki   | 2003            |
| Andrzej Grabowski | 2003            |

## Oprawa graficzna i dźwiękowa

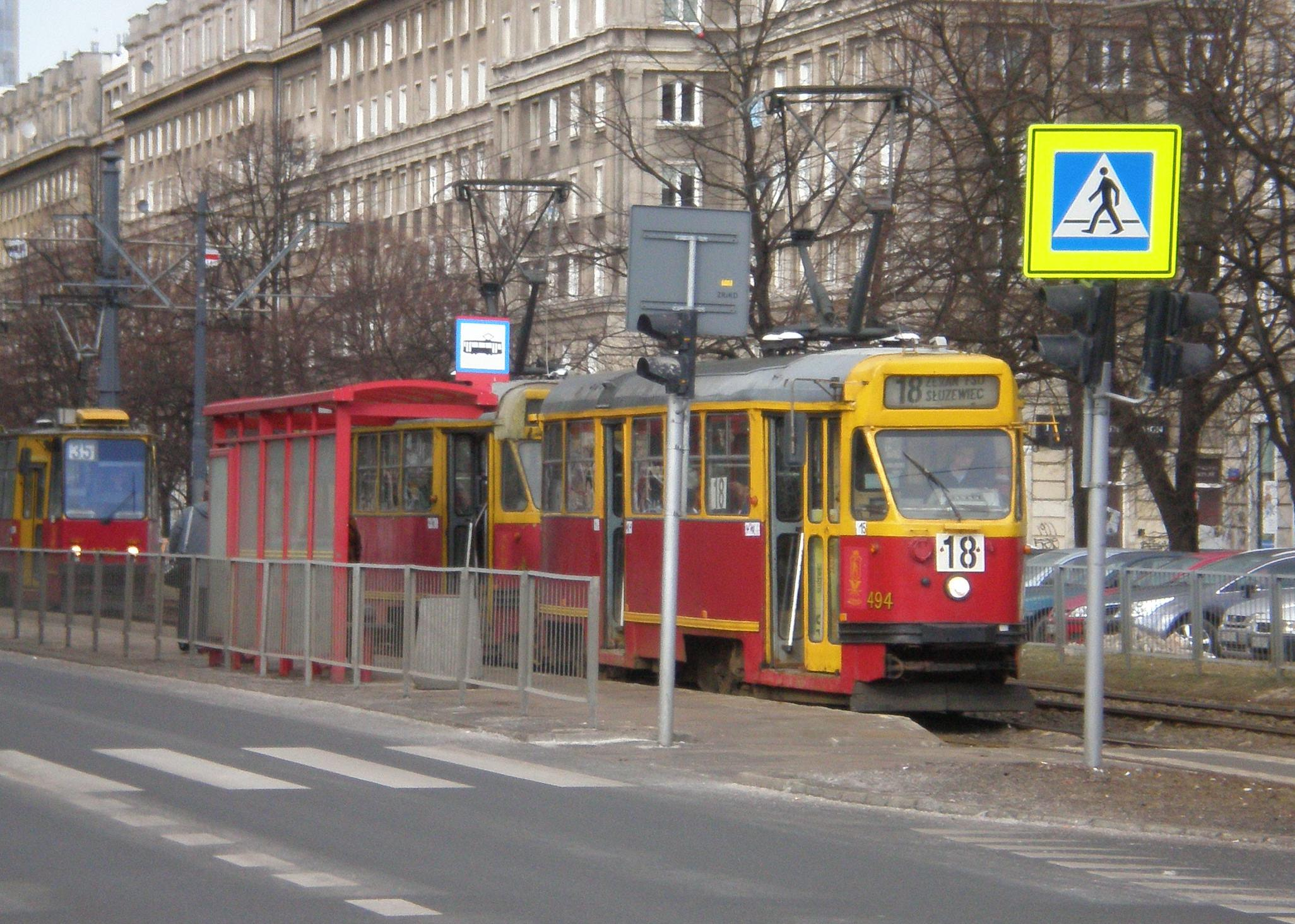
Tramwaj, który Karol Krawczyk prowadzi w czołówce serialu - wagon 13N nr 494.

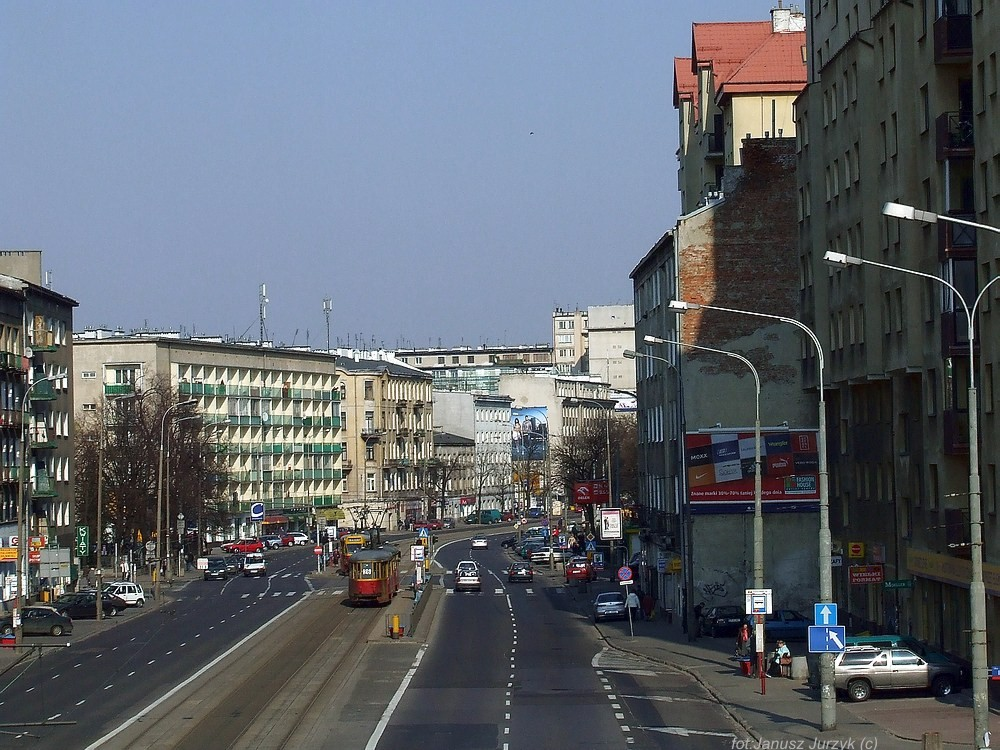
Ulica Wolska w Warszawie

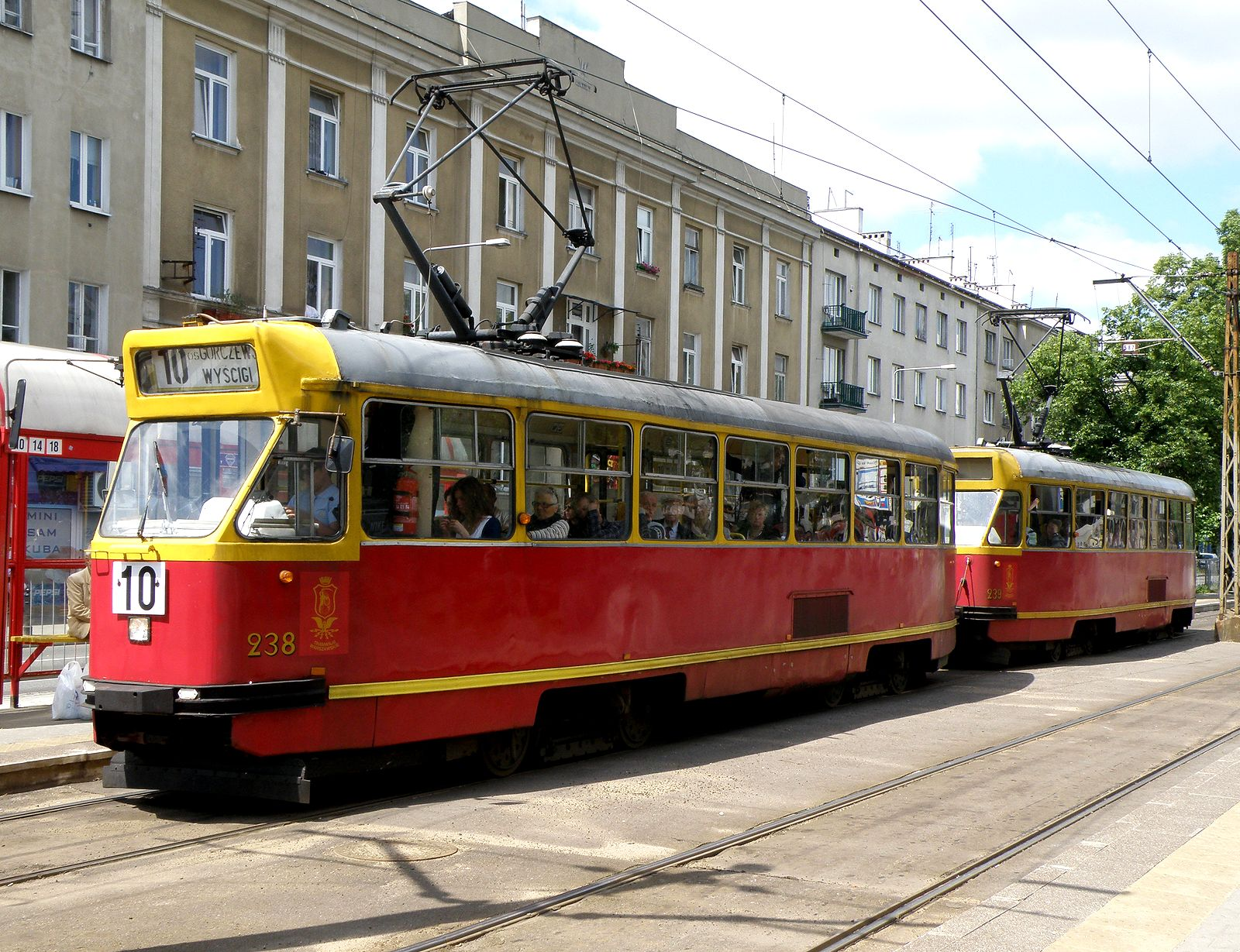
Tramwaje Warszawskie – miejsce pracy Karola Krawczyka i kilku innych bohaterów serialu

Czołówka serialu przedstawia kierującego tramwajem (13N nr 494+569) linii 18 Karola Krawczyka, który rzuca Tadeuszowi Norkowi kanapkę do otworu kanalizacyjnego. Następne ujęcia pokazują ich żony oraz kabinę motorniczego. Wszyscy główni bohaterowie spotykają się, a następnie wracają do domu. Całości towarzyszy muzyka z katarynki (była charakterystycznym elementem produkcji) – serialowe postacie bardzo często nuciły lub gwizdały melodię z czołówki. W odcinkach nieadaptowanych (polskiego autorstwa) w scenie rozmowy dwóch głównych bohaterów w tramwaju pojawia się plansza z autorami scenariusza. Brakuje jej natomiast w odcinkach adaptowanych, w których odpowiednia informacja znajduje się w napisach końcowych. 
Czołówka zmieniła się trzy razy – w odcinku 41 (do nazwiska Agnieszki Pilaszewskiej dodano drugie, „Maciejewska”) i 93 (Pilaszewska została zastąpiona na klatkach filmowych przez Katarzynę Żak). Czołówka serialu Całkiem nowe lata miodowe była emitowana w odcinkach od 1 do 17, po czym wprowadzono to, co się wydarzyło w poprzednim odcinku.
Każdy odcinek serialu (od odcinka 23 – „Smak wolności”) podzielony był na trzy części. Na początku drugiej i trzeciej pojawiał się specjalny kadr – na nim napis „Miodowe lata”, tytuł odcinka oraz numer danej części. Na końcu części pierwszej i drugiej w prawym dolnym rogu ostatniego kadru znajdował się napis „koniec cz. I” lub „koniec cz. II”, z wyjątkiem odcinków: 24, 25, 29, 30, 34 i 39. Z kolei każdy odcinek serialu Całkiem nowe lata miodowe podzielony był na dwie części. Tylko na początku drugiej pojawiał się specjalny kadr – na nim napis „Całkiem nowe lata miodowe”, tytuł odcinka oraz numer danej części. Tylko na końcu części pierwszej w prawym dolnym rogu ostatniego kadru znajdował się napis „koniec cz. I”.
Ostatnia scena czołówki (w której główni bohaterowie wchodzą do klatki) była kręcona w kamienicy pod adresem Aleje Jerozolimskie 99.

## Oglądalność
Początkowe odcinki serialu oglądało 7 mln widzów. Ostatni odcinek obejrzało ponad 5,7 miliona osób.

## Nagrody
| Rok  | Ceremonia               | Nagroda                                   | Kategoria                                        | Wynik       |
| ---- | ----------------------- | ----------------------------------------- | ------------------------------------------------ | ----------- |
| 1999 | Telekamery 1999         | –                                         | serial                                           | IV miejsce  |
| 1999 | Telekamery 1999         | –                                         | aktorka                                          | V miejsce   |
| 1999 | Telekamery 1999         | –                                         | aktor                                            | V miejsce   |
| 2000 | Festiwal Dobrego Humoru | statuetka „Błękitnego Melonika Charliego” | ulubiony serial komediowy (nagroda publiczności) | wygrana     |
| 2000 | Telekamery 2000         | –                                         | serial                                           | II miejsce  |
| 2001 | Festiwal Dobrego Humoru | statuetka „Błękitnego Melonika Charliego” | najdowcipniejszy serial telewizyjny              | wygrana     |
| 2001 | Telekamery 2001         | –                                         | serial komediowy                                 | II miejsce  |
| 2002 | Telekamery 2002         | –                                         | serial komediowy                                 | II miejsce  |
| 2003 | Telekamery 2003         | –                                         | serial komediowy                                 | III miejsce |
| 2004 | Telekamery 2004         | –                                         | serial komediowy                                 | II miejsce  |
| 2005 | Telekamery 2005         | –                                         | aktor                                            | III miejsce |